# Machelen
Machelen egy belgiumi község és település neve, amely a flandriai Flamand-Brabant tartomány területén található. A község teljes területe 11,59 km2 és magában foglalja Machelen városát, valamint Diegem települést.

## Története
A város neve a "Mechelen" településnévhez hasonlít, de eredete ismeretlen. A Mechelen/Machelen nem ismeretlen a hollandban, erre példa a Kempen/Kampen is.
A város első említése 1179-ből származik, akkor "Machala" néven szerepelt, amely az ónémet "Magelinum"-ból származik. 1210 és 1234 körül mint Machele vagy Machela, míg 1243 körül mint Machle szerepel a korabeli forrásokban. További ismert változatok: Machala, Machalum, Machau.
A város területén folyik keresztül a Woluwe folyó. Az első világháborút követően a környék településeinek összefogásával (Intercommunale voor de Gezondmaking van de Woluwevallei) a Woluwe folyását szabályozták, új mederbe terelték és helyenként lefedték. Machelen alatt a Woluwelaan és Kerklaan utak alatt folyik.
Machelen területén kevés régészeti leletet tártak fel, ezek körül az egyik legjelentősebb egy római kori út, amely a feltehetően itt található római kolóniát kötötte össze Elewijt településsel, az út mentén számos római kori patkót találtak. Az út vonalvezetése a táj természetes adottságait követte, Brüsszelből kiindulva keresztezte a Woluwe folyót és Diegem irányába tartott. J. Mertens ásatásai során feltárt egy 2. szd-i római villát, illetve Meroving-kori település maradványait.
A 12. szd-ban Machelenben a van Kraainem, van Saventem, van Nossegem nemesi családokhoz tartozó családok települtek be, a brabanti hercegek fennhatósága alatt. 1225-től Machelen már a közeli Nijvel hűbérurának fennhatósága alá tartozott. A 13.szd-ban egy várat építettek a faluhoz közel, amelyet a brabanti herceg kapitálya, Walter van Moerzeke irányított. A 14. szd-ban a település Filips van Maldegem uradalma volt, akit az 1364-es Auray-i csata krónikásai említenek apjával és bátyjával együtt. Később Machelen a brabanti tanács vezetőjének, Meester Vander Beken birtoka volt. 1654-ben II. Lamoraal, Egmont grófja felépítette a Beaulieu kastély. 1717-ben az Egmont grófok kihalásával Machelent Pierre-Antoine, Colins bárója és Waver ura vette meg. A napoleoni háborúkat követő rendezés során a falu előbb az Egyesült Holland Királysághoz, majd 1830-tól a független Belgiumhoz tartozott.
Az első világháborúig a falu és környéke falusias, vidéki jellegű volt, a háború után megindult az iparosodás, ami végül a falu kárára vált: a második világháború során súlyos károkat szenvedett, amikor a szövetségesek légitámadásokat vezettek a közeli ipari üzemek, illetve a meisbroeki repülőtér ellen.

## Elhelyezkedése
Machelen város teljes területe 613 hektár, amiből 50 hektár lakott terület, 563 hektár egyéb, utóbbiból 36 hektár a zaventemi repülőtérhez tartozik.
Miután a város egyesült Diegem városával, létrejött Machelen község, amelynek teljes területe 1151 hektár, ebből összesen 150 hektár tartozik mára a zaventemi repülőtérhez.
A község nagy része lapos területen fekszik, az átlagos tengerszint feletti magasság 25m, a legalacsonyabb pont 11m, legmagasabb pont 36 m-en fekszik. A területet alacsony, hullámzó dombság jellemzi, részben a 19. szd. bányaművelés örökségeként. Elsősorban a földtörténeti harmadkorszakban keletkezett fehér homokkőt bányászták ezen a környéken.
A község  nyugati fele ipari jellegű, a középső része inkább lakóövezet, míg a keleti része vidékies jellegű-
A községben  megtelepült iparágak közül legjellemzőbb a fémfeldolgozás, gyógyszeripar, gumi és kartongyártás, építőipari anyagok előállítása és forgalmazása. Itt található a Makro és a Gamma nagykereskedések egyik lerakata.
A község területén található a belga szövetségi kormány által finanszírozott kutatóintézet, az Állatorvosi és agrokémiai kutatóközpont (Centrum voor Onderzoek in de Diergeneeskunde en de Agrochemie - CODA)
Machelen városában született Cypriano de Rore zeneszerző.

## Lásd még
- Diegem

## Külső hivatkozások
- A járási önkormányzat hivatalos oldala - holland
- A "Machala" hagyományörző egyesület oldala